# سوك (دهرود)
سوك (بالفارسية: سوک) هي قرية تقع في إيران في قسم دهرود الريفي. يقدر عدد سكانها بـ 32 نسمة بحسب إحصاء 2016.